# Синтіонлунка
Синтіонлунка (рум. Sântionlunca) — село у повіті Ковасна в Румунії. Входить до складу комуни Озун.
Село розташоване на відстані 155 км на північ від Бухареста, 8 км на південний схід від Сфинту-Георге, 27 км на північний схід від Брашова.

## Населення
За даними перепису населення 2002 року у селі проживали 797 осіб.
Національний склад населення села:
| Національність | Кількість осіб | Відсоток |
| -------------- | -------------- | -------- |
| угорці         | 784            | 98,4%    |
| румуни         | 8              | 1,0%     |
| цигани         | 5              | 0,6%     |

Рідною мовою назвали:
| Мова      | Кількість осіб | Відсоток |
| --------- | -------------- | -------- |
| угорська  | 791            | 99,2%    |
| румунська | 6              | 0,8%     |